# Sundoro
Der Sundoro oder Sindoro ist ein aktiver Stratovulkan in Zentraljava, Indonesien. Der ausgesprochen symmetrische, 3136 Meter hohe Bergkegel liegt gut zehn Kilometer nordwestlich des Vulkans Sumbing.
Im Gipfelbereich befinden sich aktive Fumarolen, ein kleiner Lavadom und etliche, bei phreatischen Explosionen entstandene kleinere Krater. Der Gipfel war ebenso wie mehrere an den Hängen gelegene Nebenkrater der Ausgangspunkt von Lavaströmen. Aus dem 19. und 20. Jahrhundert sind neun Ausbrüche des Sundoro bekannt. Der letzte Ausbruch fand im Oktober und November 1971 statt; dabei kam es am Gipfel zu phreatischen Explosionen.
Nördlich des Sundoro entspringt der Fluss Progo.